# Буров, Атанас
Атанас Димитров Буров (болг. Атанас Димитров Буров; 30 января 1875, Горна-Оряховица — 15 мая 1954, Пазарджик) — болгарский политический деятель и предприниматель.

## Семья
Атанас Буров происходил из семьи, которая получила известность в Болгарии своей деятельностью в области просвещения, национально-освободительного движения, развития национальной финансовой системы и промышленности. Его отец Димитр Буров в 1862 году основал в Горна-Оряховице торгово-кредитную фирму «Буров Д. А. и компания», которое после освобождения Болгарии от турецкой власти было реорганизовано в акционерное общество, которое в 1891 году учредило компанию «Болгария: Первое болгарское страховое общество», а в 1895 году — Болгарский торговый банк (позднее ими руководил Атанас Буров).

## Образование
Окончил престижную гимназию Априлова в Габрово (1895), изучал юридические и экономические науки в Парижском университете (1895—1900).

## Бизнесмен и политик
После завершения образования Атанас Буров начал работу в семейной фирме (как в Болгарии, так и в её филиалах в Швейцарии и Великобритании). Занимался инвестициями в перспективные экономические отрасли, был инициатором создания акционерных обществ, участвовал в железнодорожном строительстве (руководил строительством линии София-Кюстендил).
Успешная экономическая деятельность позволила Бурову получить материальную независимость и свободу действий как политическому деятелю. Буров придерживался либеральных политических взглядов, был сторонником парламентаризма, считался идеологом болгарской буржуазии. Был активистом, а затем лидером Народной партии. Во время Балканских войн и Первой мировой войны добровольно служил офицером в армии.
Депутат 10-го (1899—1900), 11-го (1901), 15-го (1911—1913), 17-го (1914—1919), 18-го (1919—1920), 19-го (1920—1923), 21-го (1923—1927), 22-го (1927—1931) и 23-го (1931—1934) обыкновенного Народного собрания и 5-го (1911) Великого Народного собрания. В 1911—1913 — заместитель председателя обыкновенного Народного собрания. С 14 июня по 17 июля 1913 был министром торговли в правительстве Стояна Данева.
С 6 октября 1919 года по 20 апреля 1920 — министр торговли, промышленности и труда в правительстве Александра Стамболийского. После того, как Стамболийский сформировал однопартийное «земледельческое» правительства и в его деятельности стали проявляться авторитарные тенденции, Буров перешёл в решительную оппозицию по отношению к нему. С 1920 года был секретарём Объединённой народно-прогрессивной партии, расширял её социальную базу за счёт привлечения личностей из других политических групп. Являлся одним из создателей политического объединения «Народный сговор», направленного против режима Стамболийского. В 1922—1923 находился в эмиграции в связи с уголовным преследованием как министра в правительстве Данева, обвинённого тогдашними властями, наряду с другими кабинетами министров, в военных поражениях Болгарии во время Второй Балканской войны (таким образом, «земледельческое» правительство боролось со своими политическими оппонентами). Вернулся в Болгарию после свержения правительства Стамболийского.
С 4 января 1926 по 29 июня 1931 года был министром иностранных дел в правительстве Андрея Ляпчева, в этот период был лидером умеренного крыла политического объединения Демократический сговор. Вместе с министром финансов Владимиром Молловым добился получения Болгарией в 1926 «Беженского займа» (направленного на поддержку многочисленным беженцам, находившимся на территории Болгарии) и в 1928 года — «Стабилизационного займа», позволившего стабилизировать национальную валюту, развивать транспорт и пути сообщения. Кроме того, правительство смогло сохранить мораторий на выплату репараций (по итогам Первой мировой войны) и добиться существенного сокращения платежей.
Во время Второй мировой войны был одним из лидеров оппозиции монархическому режиму, при этом отказывался присоединиться к Отечественному фронту и сотрудничать с коммунистами. С 2 по 9 сентября 1944 года был министром без портфеля в правительстве Константина Муравиева, был одним из инициаторов его внешнеполитического курса, направленного на сближение с США и Великобританией.

## Жизнь при коммунистах
После переворота 9 сентября 1944 Буров был арестован и приговорён Народным судом к одному году лишения свободы за участие в правительстве Муравиева (в 1996 году Верховный суд отменил приговор). Этот приговор позволил отстранить его — как и ряд других ориентированных на Запад демократических деятелей — от политической деятельности в период утверждения у власти Отечественного фронта, активную роль в котором играли коммунисты. В 1945 году Буров был освобождён из заключения, находился в оппозиции к просоветскому правительству. В 1947 году за заявление с протестом против смертного приговора Николе Петкову был отправлен в ссылку в Дряново, затем находился в Дулово. Вновь арестован в 1950 году, в 1952 приговорён к 20 годам лишения свободы. Был в заключении в Шумене и Пазарджике, скончался в тюрьме.

## Память о Бурове
В 2000 году Атанасу Бурову посмертно было присвоено звание почётного гражданина его родного города Горна-Оряховица. В его честь названы площади в Софии и Горна-Оряховице, на которых были открыты памятные доски с барельефами Бурова. Имя Бурова носят профессиональные гимназии, в которых изучаются экономика и бизнес-администрация, расположенные в городах Варна, Горна-Оряховица и Панагюриште. В Болгарии созданы фонд и клуб Атанаса Бурова.